# Spišský šípkový lekvár
Spišský šípkový lekvár (übersetzt Zipser Hagebuttenmarmelade) ist eine slowakische Konfitüre aus Hagebutten mit geschützter Ursprungsbezeichnung.

## Herkunft
Das Herkunftsgebiet liegt im nordöstlichen Teil der Slowakei im Bereich des Kessels von Poprad, des Hornád-Beckens, des Hnilec-Tals und der umliegenden Berge. Es umfasst die Bezirke Levoča, Poprad, Kežmarok und Spišská Nová Ves.
Die vorwiegend gebirgige Gegend liegt zwischen 450 und 900 m über dem Meeresspiegel und ist durch Wälder und Weiden sowie in höheren Lagen durch Bergwiesen geprägt.
Niedrige durchschnittliche Tages- und Nachttemperaturen während der Vegetationsperiode kennzeichnen das Klima, wodurch der Anbau landwirtschaftlicher Kulturpflanzen eingeschränkt wird. Hagebutten gedeihen jedoch unter diesen Bedingungen und frühe Fröste lassen die Früchte süß und weich werden.

## Herstellung
Mit sinkenden Tages- und Nachttemperaturen werden ab September bis November die Früchte manuell geerntet und verarbeitet. Sie sind nach dem ersten Frost süßer und ihre Schale wird weicher, wodurch die Einkochzeit verkürzt, das manuelle Abseihen beschleunigt und die Fruchtausbeute erhöht werden.
Die Hagebutten werden geerntet, gereinigt, gekocht und zweimal abgeseiht, um zunächst die Samen und danach die Härchen und die Blütenböden zu entfernen. Die Fruchtmasse wird durch langsames Einkochen in kleineren Töpfen pasteurisiert und reduziert, wodurch sie eine dickflüssige Konsistenz erhält. Anschließend wird sie warm in Gläser gefüllt.
Das Produkt wird ohne Zusatz von Verdickungs- oder Konservierungsmitteln hergestellt.
Alle Erzeugungsschritte von der Ernte bis zur Verpackung müssen im Herkunftsgebiet durchgeführt werden.

## Eigenschaften
Die Konfitüre hat eine gleichmäßige Konsistenz ohne Klumpen oder stückigen Resten von Hagebuttenschalen oder Blütenhüllen. Die Farbe hängt vom Erntezeitpunkt ab und variiert von Dunkelorange bis Dunkelrot.
Das Produkt hat ein angenehmes Aroma von Hagebutten, ohne Brand- oder Gärungsnoten. Bei später Ernte kann ein leichtes Raucharoma entstehen. Der Geschmack ist süß-säuerlich.
Der Zuckergehalt beträgt in der Regel 35 %, kann allerdings je nach Erntezeit um bis zu 15 % schwanken.

## Kennzeichnung und Handel
„Spišský šípkový lekvár“ muss im Herkunftsgebiet abgefüllt und etikettiert werden.